# Claes Mellin

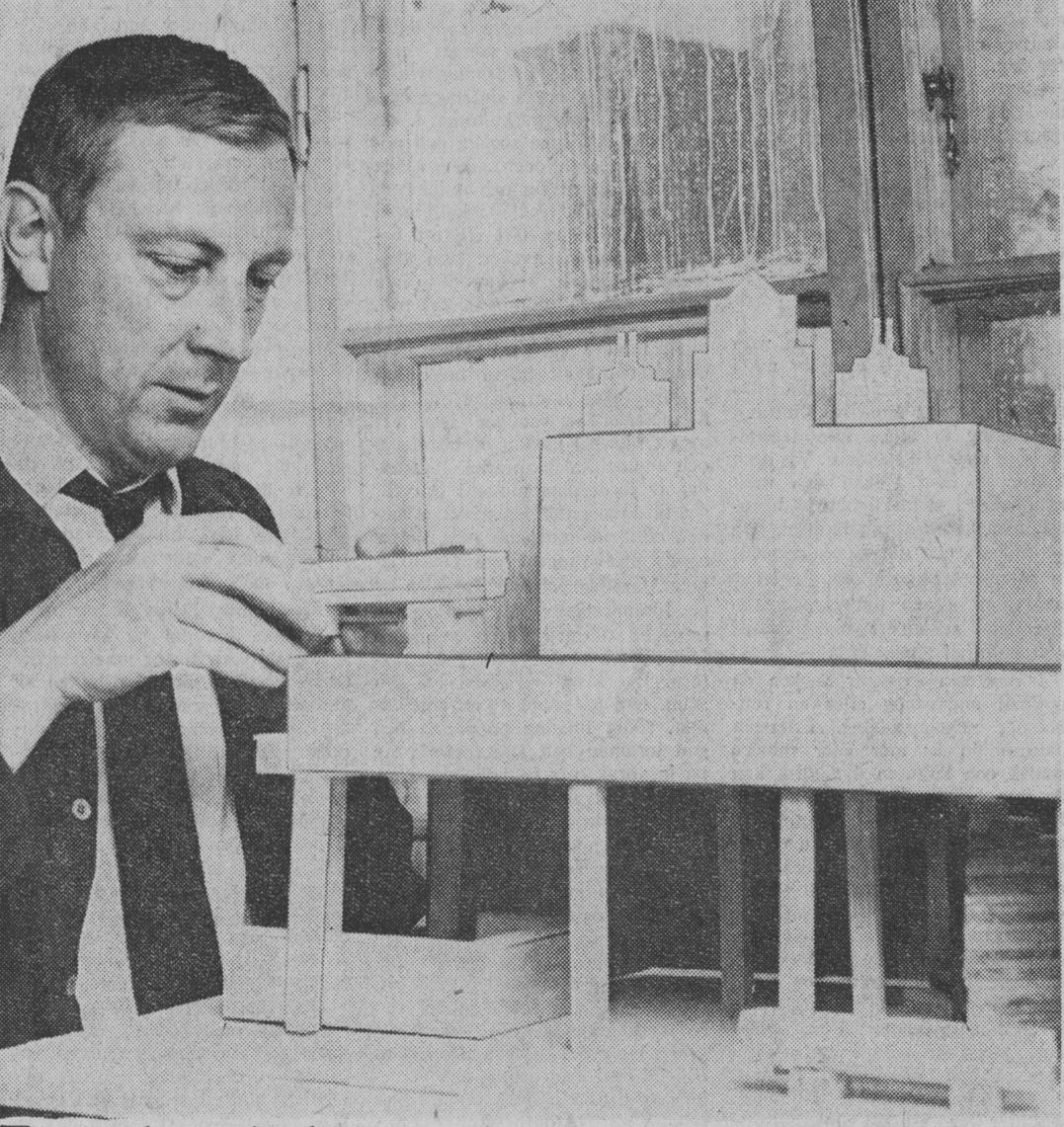
Claes Mellin

Claes Johan Anders Mellin, född 13 februari 1923 i Göteborg, död 22 maj 1991 i Stockholm, var en svensk arkitekt.
Mellin avlade studentexamen 1943, utexaminerades från Chalmers tekniska högskola 1950, studerade vid Graduate School of Architecture vid University of Illinois 1952–1953 och utexaminerades från Kungliga Konsthögskolan 1961. Han var anställd hos Bengt Romare och Georg Scherman i Stockholm 1950, hos Ambrose M. Richardson i Urbana, Illinois, 1953, på Sven Markelius arkitektkontor i Stockholm 1954 och bedrev egen arkitektverksamhet tillsammans med Jaan Allpere i Stockholm och Göteborg från 1956. Han innehade svenska statens resestipendium 1953 och var Visiting Critic på School of Architecture vid  Cornell University i Ithaca 1959–1960. Han utförde bland annat generalplan för Chalmers tekniska högskola (tillsammans med Jaan Allpere 1958), hörsalsbyggnader och byggnad för teleteknik där (tillsammans med Jaan Allpere 1961). 1967 blev han chefsarkitekt för Riksbyggen.
Han ritade bland annat institutionsbyggnader vid Chalmers och Göteborgs universitet, LO:s kontorshus i Kvarteret Klockan vid Norra bantorget, var ansvarig arkitekt för Göta Ark-projektet vid Medborgarplatsen och restaurerade ett flertal kyrkor. Claes Mellin är begravd på Fiskebäckskils kyrkogård.